# Henricus Midderigh
Henricus, Hendrik ou Johannes Henricus Midderigh, né le 6 juillet 1753 à Rotterdam et mort dans cette ville le 30 avril 1800, est un homme politique néerlandais.

## Biographie

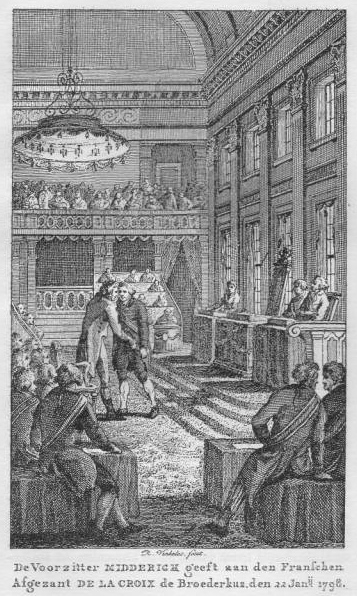
Le président Midderigh donne le baiser fraternel au représentant français Delacroix, le 22 janvier 1798

Ce marchand de vin participe activement à la Révolution batave à Rotterdam. Il fait partie des corps francs de la ville dans les années 1780. En 1795, il fait partie de la municipalité patriote de Rotterdam et en préside le comité révolutionnaire. Il est élu député de Rotterdam à la première assemblée nationale batave le 27 janvier 1796. 
Midderigh est réélu à l'assemblée en août 1797, représentant cette fois La Haye. Il en est élu président le 19 janvier 1798. À ce titre, il joue un rôle prépondérant dans la réussite du coup d'État unitariste conduit par Pieter Vreede, avec le soutien du général Daendels et de l'ambassadeur français Delacroix, le 22 janvier 1798. Il disposait notamment du commandement de la garnison de La Haye, permettant l'arrestation de nombreux députés fédéralistes ou opposés au coup d'État. À la suite du coup d'État, il reste président de l'assemblée jusqu'aux nouvelles élections du 4 mai 1798 et la mises en place des nouvelles institutions du Directoire exécutif de la République batave. Réélu, il est exclu de l'assemblée lors du coup d'État modéré du 12 juin 1798 mais il n'est pas arrêté et se retire à Rotterdam.